# 国際協同組合同盟
国際協同組合同盟（こくさいきょうどうくみあいどうめい、International Co-operative Alliance、ICA）は、1895年に設立された協同組合の国際組織である。ジュネーヴに本部を置く。世界の協同組合運動の推進、協同組合の価値と原則の推進と擁護、協同組合間の協力関係の促進、世界平和と安全保障への貢献などを目的とし、情報発信、国際会議やセミナーの開催、国際連合への提言などの活動を行っている。
世界105ヶ国から、農業、消費者、信用、保険、保健、漁業、林業、労働者、旅行、住宅、エネルギーなどさまざまな協同組合の全国組織301組織が加盟しており、傘下協同組合の組合員総数は10億人を超える。また、国際連合のグレードAのオブザーバーとなっており、経済社会理事会をはじめ、FAO・ILO・UNIDO・UNCTAD・ユニセフ・ユネスコで議案提案権のある一般カテゴリーの諮問機関である。

## 組織
2年に1度開催される総会が最高議決機関であり、特に必要な場合には大会が開催される。総会では、各会員組織から1名ずつ（ただし1国の代議員数は全体の15%を超えてはならないとされている）の代議員が参加し、前回総会からの活動報告の承認、次回総会までの方針や事業計画の決定、理事の選出などを行う。日常的な業務は会長以下16名の理事会が担い、専務理事が責任者として本部事務所に常駐する体制を採っている。また、分野別の9つの専門機関と課題別の4つの専門委員会を設置している。
さらに、専務理事の下、世界を4つの地域に分けてそれぞれ地域事務局を置き、総会が開催されない年には地域総会が開催されている。地域事務局には、それぞれ事務局長が配置され、地域協議会が支援・助言している。
地域事務局
- アフリカ地域事務局（ナイロビ）
- 南北アメリカ地域事務局（サンホセ）
- アジア・太平洋地域事務局（ニューデリー）
- ヨーロッパ地域事務局（ジュネーヴ）

専門機関
- 国際農業協同組合機構（ICAO）
- 国際漁業協同組合連合（ICFO）
- 国際協同組合保険連合（ICMIF）
- 国際保健協同組合機構（IHCO）
- 国際協同組合銀行連盟（ICBA）
- 国際協同組合住宅機構（ICA Housing）
- 国際労働者生産協同組合連合（CICOPA）
- グローバル生活協同組合委員会（CCW）
- 国際旅行協同組合（TICA）

専門委員会
- 男女共同参画委員会
- 人的資源開発委員会
- 調査委員会
- コミュニケーション委員会

## 活動

### 原則の制定と改訂
設立以来、国際協同組合同盟の主たる活動は、「協同組合とは何か（ある組織を協同組合と呼べるかどうかの判断基準は何か）」を明確にする協同組合原則を制定し、時代に即して改訂することであった。1921年の第10回バーゼル大会でロッチデール原則が定式化され、それを現代的に見直す形で1937年の第15回パリ大会で協同組合7原則が採択された。その後、1966年の第23回ウィーン大会、1995年の第31回マンチェスター大会で改訂されている。
現在適用されている1995年の第31回マンチェスター大会で採択された原則は次の通りである。
定義
協同組合は、人びとの自治的な組織であり、自発的に手を結んだ人びとが、共同で所有し民主的に管理する事業体をつうじて、共通の経済的、社会的、文化的なニーズと願いをかなえることを目的とする。
価値
協同組合は、自助、自己責任、民主主義、平等、公正、連帯という価値を基礎とする。協同組合の創設者たちの伝統を受け継ぎ、協同組合の組合員は、正直、公開、社会的責任、他者への配慮という倫理的価値を信条とする。
原則
協同組合原則は、協同組合がその価値を実践するための指針である。
- 第1原則「自発的で開かれた組合員制」
- 第2原則「組合員による民主的管理」
- 第3原則「組合員の経済的参加」
- 第4原則「自治と自立」
- 第5原則「教育、研修および広報」
- 第6原則「協同組合間の協同」
- 第7原則「地域社会（コミュニティ）への関与」

### 情報の発信と国際機関への働きかけ
1895年の設立時に掲げた協同組合間での情報の交換を実現するという目標に従って、翌1896年から各種統計の収集が始まり、1908年には『国際協同組合情報』（後の『協同組合レビュー』）が創刊された。2006年からは、各国政府や国際機関に協同組合等の重要性を広めることと、協同組合間での成功モデルや革新的アプローチの共有を目的に、世界の主要な協同組合等の売上高上位300のランキング「グローバル300リスト」の公表をはじめた。
こうした情報の収集と発信だけでなく、大会・総会をはじめとした各種会議の開催を通じても各国の協同組合の相互理解は促進され、さらに各国政府や国際機関に対しても協同組合セクターの存在を認識させる役割を果たしている。また、日常的なロビー活動によって、国際連合や国際労働機関などで、協同組合の果たす役割を積極的に評価する決議が度々なされている。
1995年には、国連によって国際協同組合デーが認められ、事務総長がこれを支持する演説を行った。

### 世界平和への取り組み
国際協同組合同盟は、すでに第1回協同組合大会で国際平和を希求していた。第一次世界大戦の足音が近づいてきた1913年の第9回グラスゴー大会では「平和が協同組合の発展に不可欠であり、協同組合の発展が世界平和の保証でもある」旨の平和決議が満場一致で採択されている。その後、時に対象国の加盟組織から激しい反発を受けながらも、時々に戦争反対と世界平和を求める決議を採択してきた。
日本の産業組合中央会は日中戦争に対する非難に晒されて脱退したが、戦後復帰した全国指導農業協同組合連合会と日本生活協同組合連合会は、1954年の第19回パリ大会で唯一の被爆国として原水爆実験禁止を訴え、平和決議として採択されている。

## 歴史

### 沿革

#### 設立の背景

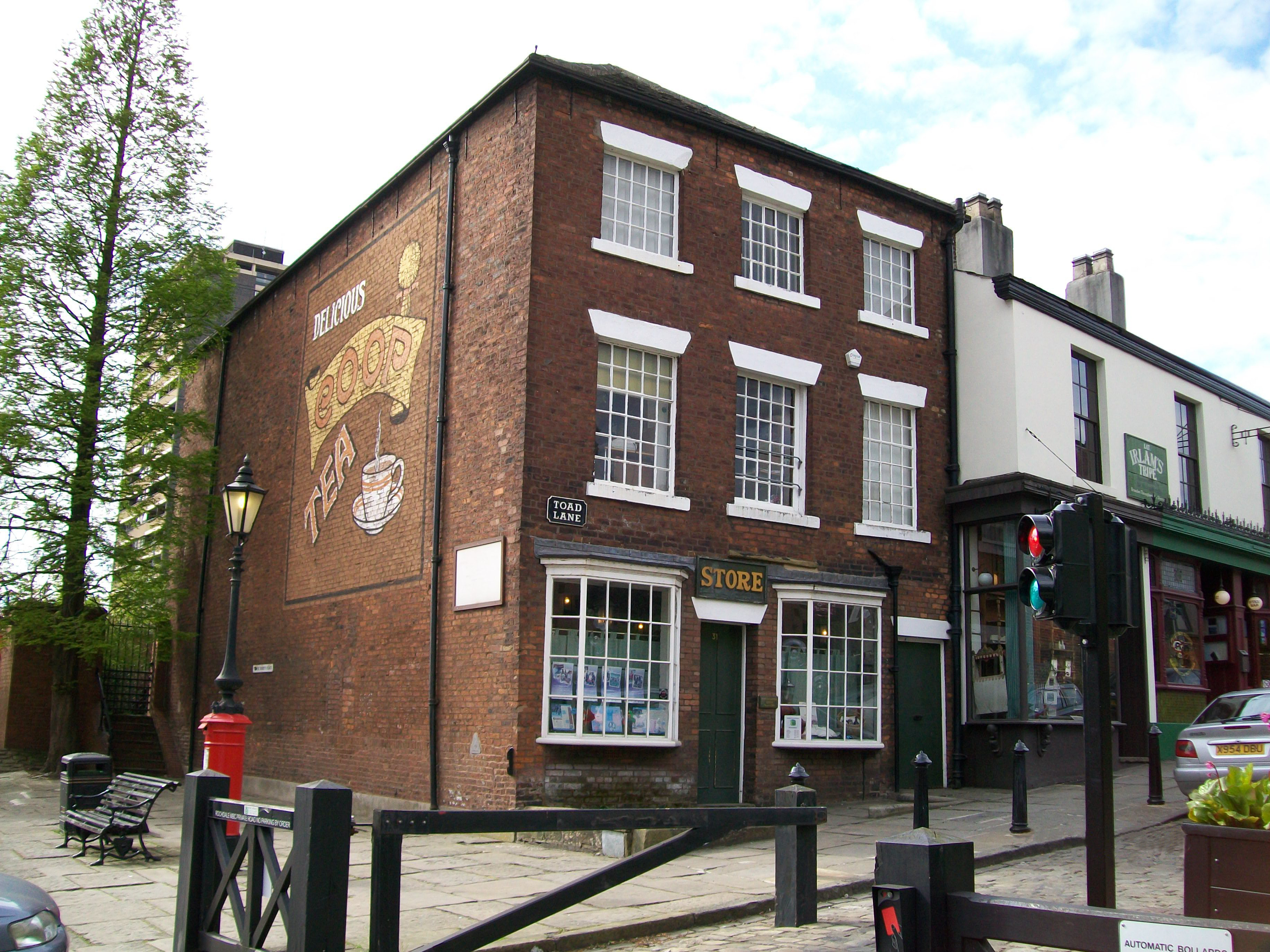
ロッチデール公正先駆者組合の最初の店舗

18世紀末にイギリスで生まれた近代協同組合は、産業革命の伝播とともにヨーロッパに広まっていった。イギリスでは1844年に設立されたロッチデール公正先駆者組合の成功によって生活協同組合が広がり、フランスでは1840年代（特に1848年の二月革命後にルイ・ブランの支援を受けて以降）に数多くの労働者協同組合が生まれている。ドイツでは1840年代から1850年代にかけて政府による奨励策をうけて信用協同組合が広がっていった。また、同じ時期に農業協同組合や、保険や住宅などのサービスを供給する協同組合も広がっていった。
こうした状況下で、各国の協同組合の連合会を作る動きとともに、他国の協同組合を調査し交流しようとする動きが現れてきた。イギリスでは1869年に全国の協同組合が集う第1回協同組合大会が開催されたが、ここにはフランス・ドイツ・イタリア・デンマーク・スウェーデン・スイスの協同組合関係者も招待されている。また、1885年にはフランスで第1回協同組合大会が開催され、イギリスの協同組合大会で任命された代表が参加した。
一方で各種協同組合間での路線対立も存在した。特に労働者生産協同組合と、卸売協同組合・消費生活協同組合との間の利潤分配をめぐる論争は、イギリスの協同組合運動を二分する論争となった。1884年に設立された「労働アソシエイション」を中心とする労働者協同組合側は、ロバート・オウエンの思想を基にコ・パートナーシップ（労働者の経営参加）とそれに基づくプロフィットシェアリング（利潤分配）を全ての協同組合に適用させようとした。一方、1873年に設立された卸売り協同組合連合会(CWS)を中心とした卸売協同組合・生活協同組合側は、生産過程も消費者によって消費者のために組織するべきだと主張して利潤分配は購買高配当を原則としていた。イギリス国内では卸売協同組合・生活協同組合が成功してイギリスの協同組合連合会の中で大勢を占め労働者協同組合側が少数派となっていく中で、特にフランスで労働者協同組合が発展していたことに目をつけた労働者協同組合側は、国際組織を組んでコ・パートナーシップの思想を広めようと考えた。
こうして、主としてイギリスの労働者協同組合関係者によって労働者協同組合の国際組織を設立しようとする機運が高まっていった。

#### 設立
労働アソシエイションのエドワード・ニールとエドワード・グリーニングは、1892年のイギリス協同組合大会に「プロフィットシェアリングを基礎とする」協同組合の国際同盟設立とそのための準備会議の開催を提案し、決議された。その年の内に開催されたフランス代表も交えた会議で、1893年にイギリスで第1回国際大会を開催することが確認された。しかし、1892年にニールが死ぬと、後継を依頼されたヘンリー・ウォルフは生活協同組合や信用協同組合も含めたあらゆる協同組合の国際組織とするよう提案し、この提案を検討するため第1回大会の開催は延期された。代わりに1893年8月にフランス、アイルランド、ベルギー、イタリア、ドイツ、オランダの代表を招集して再度会議が開催され、同盟にあらゆる種類の協同組合が参加することを認める提案が承認され、あわせて正式名称を「国際協同組合同盟」とするジョージ・ヤコブ・ホリョークの提案を決議して、翌1894年に第1回大会を開催することが決定された。しかし今度は会長人事にイギリスの協同組合連合会が難色を示したことなどからさらに1年延期され、初代会長を同連合会から選出することで、ようやく1895年8月19日から24日に第1回国際協同組合大会の開催にこぎつけた。
第1回国際協同組合大会には、イギリス、フランス、イタリア、ベルギー、オランダ、デンマーク、セルビア、ハンガリー、ロシア、アメリカ、オーストラリア、インド、アルゼンチンから代表者が参加し、参加者は200名を越えた。一方で、当初からコ・パートナーシップを承認する協同組合の国際組織を志向していたことから、ドイツの協同組合は代表を派遣しなかったし、CWSも事実上参加しなかった。大会では国際協同組合同盟を設立することと3年毎に大会を開催することを決めたが、コ・パートナーシップとプロフィットシェアリングをめぐっては主流派と一部のCWSの反発をおそれるグループとの間で激しい議論が交わされた。最終的に規約に「プロフィットシェアリング」の文言が盛り込まれたものの、当面は加盟するにあたってこれらの承認を義務付けないこととし、国際協同組合同盟の規約の確定は翌1896年に第2回大会を開催して議論することとして分裂の危機を回避した。

### 年表

1925年から1995年まで用いられた「虹の旗」

- 1895年 - 創立。第1回大会開催（ロンドン）[4][64][75][77]
- 1908年 - 『国際協同組合情報』（のち『国際協同組合レビュー』）創刊[32]
- 1921年 - 第10回バーゼル大会[82]で、ロッチデール原則を定式化[24]
- 1923年 - 7月第1土曜日を「国際協同組合デー」と定める[82][83]
- 1925年 - 「虹の旗」を公式に採用[83][84]
- 1937年 - 第15回パリ大会[38]で、協同組合7原則を採択[24][26][27]
- 1966年 - 第23回ウィーン大会[85]で、原則を改訂[27][28]
- 1982年 - 本部をジュネーヴに移転[86]
- 1993年 - 組織改革[87]
- 1995年 - 第31回マンチェスター大会[18]で、原則を改訂[27][28]。国際協同組合デーが国連の国際デーに認定[13]
- 2006年 - 「グローバル300リスト」の公表開始[33]。
- 2012年 - 本部をブリュッセルに移転。

### 世界大会・総会
原則として4年に1度世界大会が開催されてきたが、1992年東京大会で決定された機構改革によって総会が2年に一度開催されることとなった（大会は必要に応じて開催される）。
| 回           | 年     | 開催地           | 開催国                       | 備考                       |
| ------------ | ------ | ---------------- | ---------------------------- | -------------------------- |
| 第1回        | 1895年 | ロンドン         | イギリス                     | [ 4 ] [ 64 ] [ 75 ] [ 77 ] |
| 第2回        | 1896年 | パリ             | フランス                     | [ 88 ]                     |
| 第3回        | 1897年 | デルフト         | オランダ                     | [ 88 ]                     |
| 第4回        | 1900年 | パリ             | フランス                     | [ 88 ]                     |
| 第5回        | 1902年 | マンチェスター   | イギリス                     | [ 88 ]                     |
| 第6回        | 1904年 | ブダペスト       | オーストリア＝ハンガリー帝国 | [ 32 ]                     |
| 第7回        | 1907年 | クレモナ         | イタリア王国                 | [ 32 ]                     |
| 第8回        | 1910年 | ハンブルク       | ドイツ帝国                   | [ 89 ]                     |
| 第9回        | 1913年 | グラスゴー       | イギリス                     | [ 89 ]                     |
| 第10回       | 1921年 | バーゼル         | スイス                       | [ 82 ]                     |
| 第11回       | 1924年 | ヘント           | ベルギー                     | [ 84 ]                     |
| 第12回       | 1927年 | ストックホルム   | スウェーデン                 | [ 84 ]                     |
| 第13回       | 1930年 | ウィーン         | オーストリア                 | [ 90 ]                     |
| 第14回       | 1934年 | ロンドン         | イギリス                     | [ 90 ]                     |
| 第15回       | 1937年 | パリ             | フランス                     | [ 38 ]                     |
| 第16回       | 1946年 | チューリッヒ     | スイス                       | [ 91 ]                     |
| 第17回       | 1948年 | プラハ           | チェコスロバキア             | [ 91 ]                     |
| 第18回       | 1951年 | コペンハーゲン   | デンマーク                   | [ 92 ]                     |
| 第19回       | 1954年 | パリ             | フランス                     | [ 92 ]                     |
| 第20回       | 1957年 | ストックホルム   | スウェーデン                 | [ 93 ]                     |
| 第21回       | 1960年 | ローザンヌ       | スイス                       | 『ボノー報告』             |
| 第22回       | 1963年 | ボーンマス       | イギリス                     | [ 85 ]                     |
| 第23回       | 1966年 | ウィーン         | オーストリア                 | [ 85 ]                     |
| 第24回       | 1969年 | ハンブルク       | 西ドイツ                     | [ 94 ]                     |
| 第25回       | 1972年 | ワルシャワ       | ポーランド                   | [ 94 ]                     |
| 第26回       | 1976年 | パリ             | フランス                     | [ 95 ]                     |
| 第27回       | 1980年 | モスクワ         | ソビエト連邦                 | 『レイドロー報告』         |
| 第28回       | 1984年 | ハンブルク       | 西ドイツ                     | [ 86 ]                     |
| 第29回       | 1988年 | ストックホルム   | スウェーデン                 | [ 96 ]                     |
| 第30回       | 1992年 | 東京             | 日本                         | 『ベーク報告』             |
| 総会         | 1993年 | ジュネーヴ       | スイス                       | [ 18 ]                     |
| 第31回       | 1995年 | マンチェスター   | イギリス                     | [ 18 ]                     |
| 総会         | 1997年 | ジュネーヴ       | スイス                       | [ 18 ]                     |
| 第32回       | 1999年 | ケベック         | カナダ                       | [ 18 ]                     |
| 総会         | 2001年 | ソウル           | 韓国                         | [ 18 ]                     |
| 総会         | 2003年 | オスロ           | ノルウェー                   | [ 18 ]                     |
| 総会         | 2005年 | カルタヘナ       | コロンビア                   | [ 18 ]                     |
| 総会         | 2007年 | シンガポール     | シンガポール                 | [ 97 ]                     |
| 総会         | 2009年 | ジュネーヴ       | スイス                       | [ 98 ]                     |
| 総会         | 2011年 | カンクン         | メキシコ                     | [ 99 ]                     |
| 総会         | 2013年 | ケープタウン     | 南アフリカ共和国             | [ 100 ]                    |
| 総会         | 2015年 | アンタルヤ       | トルコ                       | [ 101 ]                    |
| 総会         | 2017年 | クアラルンプール | マレーシア                   | [ 102 ]                    |
| 総会         | 2019年 | キガリ           | ルワンダ                     | [ 103 ]                    |
| 設立記念大会 | 2021年 | ソウル           | 韓国                         | [ 104 ]                    |
| 総会         | 2022年 | セビリア         | スペイン                     | [ 105 ]                    |
| 総会         | 2024年 | ニューデリー     | インド                       | [ 106 ]                    |
| 総会         | 2025年 | スリランカ       | スリランカ                   | (開催予定)                 |

## 日本の加盟団体
日本の協同組合として最初に加盟したは、1909年（明治42年）頃に加盟した東京購買組合共同会である。その後1923年（大正12年）に産業組合中央会が加盟して千石興太郎が中央委員に選出されるなど活動していたが、日中戦争の拡大によってイギリスの消費組合で日本商品の不買運動が広がり、国内的にも産業組合が次第に戦時体制に組み込まれていく中で、1940年（昭和15年）に脱退している。
1945年（昭和20年）に太平洋戦争が終わると、同年の内に賀川豊彦を会長として日本協同組合同盟（後の日本生活協同組合連合会の母体）が発足し、1946年（昭和21年）チューリヒ大会でICA会長が日本の加盟希望を表明したことを受けて1947年（昭和22年）の中央委員会で国際協同組合同盟への加盟を決議。1949年（昭和24年）には国際協同組合同盟事務局長から賀川宛てに復帰を勧める書簡が送られたが、GHQが許可しなかったため実現しなかった。
サンフランシスコ講和条約調印後の1952年（昭和27年）になって、GHQの許可が得られないまま日本生活協同組合連合会の副会長が渡英してICA執行委員会に全国指導農業協同組合連合会（全指連、後の全国農業協同組合中央会）と日本生活協同組合連合会の加盟を申請し、承認された。その後、他の協同組合も加盟して、現在、日本からは下記の14団体が国際協同組合同盟に加盟している。
- 一般社団法人全国農業協同組合中央会
- 全国農業協同組合連合会
- 全国共済農業協同組合連合会
- 農林中央金庫
- 一般社団法人家の光協会
- 株式会社日本農業新聞
- 日本生活協同組合連合会
- 日本コープ共済生活協同組合連合会
- 全国漁業協同組合連合会
- 全国森林組合連合会
- 全国労働者共済生活協同組合連合会
- 日本労働者協同組合(ワーカーズコープ)連合会
- 全国大学生活協同組合連合会
- 一般社団法人全国労働金庫協会
- 日本医療福祉生活協同組合連合会

これら14団体によって「日本協同組合連絡協議会」（Japan Joint Committee of Co-operatives、略称JJC）が組織されており、日本国内での協同組合間の連携・協力と海外の協同組合運動との連携強化を図っていた。協議会は2018年に日本協同組合連携機構（JCA)と組織改変され、現在に至っている。
日本の加盟団体からは、1958年に日本生活協同組合連合会の賀川豊彦会長と全国農業協同組合中央会の荷見安副会長が中央委員に就任して以降、中央委員・執行委員を送り続けている。また、国別では最大の会費納入国である。